# Heimliches Rendezvous
Heimliches Rendezvous ist ein Filmdrama des Regisseurs Kurt Hoffmann aus dem Jahr 1949.

## Handlung
Der Film spielt im Nachkriegsdeutschland. Eine junge Lehrerin muss entgegen der Wahrheit angeben, dass sie unverheiratet ist, um in der Kleinstadt, in der ihr Ehemann als ein Studienrat am örtlichen Gymnasium tätig ist, eine Lehrerlaubnis zu erhalten. In der Folge bekommt sie eine Anstellung in genau derselben Schule, in der auch ihr Mann arbeitet.
Der Umstand, dass die beiden verheiratet sind, gelangt bald an das Licht der Öffentlichkeit; die zwangsläufige Folge sind Gerüchte und Konflikte. Verschärft wird die Situation, als einer der Schüler sich in die Lehrerin verliebt; selbst die Ehe der beiden gerät dadurch in eine Schieflage. Der Film nimmt jedoch ein gutes Ende: Die Situation kann geklärt werden und auch die Ehe hat weiterhin Bestand.

## Produktionsnotizen
Der Film wurde vom 11. Januar bis Ende Februar 1949 im Atelier der Bavaria Film in Geiselgasteig gedreht. Die Außenaufnahmen entstanden in Marquartstein. Die Produktion leitete Walter Bolz. Adolph Schlyssleder und Toni Schelkopf assistierten Kurt Hoffmann bei der Regiearbeit. Neben Heinz Pauck wirkte Günter Eich am Drehbuch mit. Die Kameraführung übernahm Josef Illig, für die Standfotos war Karl Reiter zuständig. Ludwig Reuber war gemeinsam mit Max Seefelder für die Filmbauten verantwortlich. Die Texte zu dem Lied Warum hat das Zebra Streifen entstammen der gemeinsamen Feder von Aldo von Pinelli und Heinz Pauck.

## Erscheinungstermine und abweichende Filmtitel
Heimliches Rendezvous wurde am 20. Mai 1949 im Palast-Theater in Hannover uraufgeführt. In West-Berlin folgte der Kinostart am 20. September 1949. In Portugal wurde der Film unter dem Titel Casados às Escondidas am 24. Februar 1951 erstmals gezeigt.

## Kritiken
Das Lexikon des internationalen Films resümiert, dass es sich bei dem Film um ein „harmlos-liebenswürdiges Verwechslungsspiel“ handelt, in dem die Unterschiede zwischen weltfremd gewordenen Lehrern und ihren Schülern lediglich „vorsichtig“ angedeutet werden.